# Thaiphantes
Thaiphantes es un género de arañas araneomorfas de la familia Linyphiidae. Se encuentra en Tailandia.

## Lista de especies
Según The World Spider Catalog 12.0:
- Thaiphantes milneri Millidge, 1995
- Thaiphantes similis Millidge, 1995